# 9474 Cassadrury
A 9474 Cassadrury (ideiglenes jelöléssel (9474) 1998 QK15) a Naprendszer kisbolygóövében található aszteroida. A LINEAR projekt keretében fedezték fel 1998. augusztus 17-én.